# Verajoch
Verajoch är ett bergspass i Österrike.   Det ligger i distriktet Bludenz och förbundslandet Vorarlberg, i den västra delen av landet, 500 km väster om huvudstaden Wien. Verajoch ligger 2 330 meter över havet.
Terrängen runt Verajoch är huvudsakligen bergig, men den allra närmaste omgivningen är kuperad. Verajoch ligger uppe på en höjd. Närmaste större samhälle är Bludenz, 13,0 km norr om Verajoch. 
Trakten runt Verajoch består i huvudsak av gräsmarker. Runt Verajoch är det glesbefolkat, med 14 invånare per kvadratkilometer.